# Garik Karapetian
Garik Karapetian (en armenio: Գարիկ Կարապետյան; Guiumri, 11 de junio de 2003) es un deportista armenio que compite en halterofilia.
Ganó tres medallas en el Campeonato Europeo de Halterofilia entre los años 2023 y 2025. Participó en los Juegos Olímpicos de París 2024, ocupando el cuarto lugar en la categoría de 102 kg.

## Palmarés internacional
| Campeonato Europeo | Campeonato Europeo  | Campeonato Europeo | Campeonato Europeo |
| Año                | Lugar               | Medalla            | Categoría          |
| ------------------ | ------------------- | ------------------ | ------------------ |
| 2023               | Ereván (Armenia)    | Medalla de oro     | 102 kg             |
| 2024               | Sofía (Bulgaria)    | Medalla de bronce  | 102 kg             |
| 2025               | Chisináu (Moldavia) | Medalla de oro     | 109 kg             |